# Campeonato Nacional 1967
Campeonato Nacional 1967 byla jedna ze dvou nejvyšších argentinských fotbalových soutěží v roce 1967. 
Vítězem se stal a do Poháru osvoboditelů 1968 se kvalifikoval tým CA Independiente, do Poháru osvoboditelů si zajistil postup i druhý tým Estudiantes de La Plata.
Ligy se zúčastnilo celkem 16 celků, soutěž se hrála jednokolově od 8. září do 17. prosince 1967. Nejlepším střelcem soutěže se s 11 góly stal Luis Artime z Independiente.

## Tabulka
| Poř. | Tým                                    | Z  | V  | R | P  | VG | OG | B  |
| ---- | -------------------------------------- | -- | -- | - | -- | -- | -- | -- |
| 1.   | CA Independiente                       | 15 | 12 | 2 | 1  | 43 | 14 | 26 |
| 2.   | Estudiantes de La Plata                | 15 | 9  | 6 | 0  | 19 | 8  | 24 |
| 3.   | CA Vélez Sarsfield                     | 15 | 8  | 4 | 3  | 28 | 14 | 20 |
| 4.   | Rosario Central                        | 15 | 8  | 4 | 3  | 26 | 13 | 20 |
| 5.   | CA River Plate                         | 15 | 9  | 1 | 5  | 33 | 15 | 19 |
| 6.   | CA San Lorenzo de Almagro              | 15 | 7  | 4 | 4  | 32 | 15 | 18 |
| 7.   | CA Lanús                               | 15 | 8  | 0 | 7  | 23 | 26 | 16 |
| 8.   | CA Boca Juniors                        | 15 | 6  | 4 | 5  | 21 | 20 | 16 |
| 9.   | Club Ferro Carril Oeste                | 15 | 5  | 5 | 5  | 21 | 22 | 15 |
| 10.  | Club Atlético Platense                 | 15 | 5  | 5 | 5  | 19 | 20 | 15 |
| 11.  | Quilmes AC                             | 15 | 5  | 3 | 7  | 16 | 19 | 13 |
| 12.  | San Martín de Mendoza                  | 15 | 3  | 4 | 8  | 17 | 31 | 10 |
| 13.  | Racing Club (Avellaneda)               | 15 | 2  | 6 | 7  | 11 | 23 | 10 |
| 14.  | Central Córdoba de Santiago del Estero | 15 | 2  | 5 | 8  | 11 | 25 | 9  |
| 15.  | San Lorenzo de Mar del Plata           | 15 | 1  | 4 | 10 | 11 | 33 | 6  |
| 16.  | Chaco For Ever                         | 15 | 1  | 1 | 13 | 11 | 44 | 3  |

|  | Pohár osvoboditelů 1968 |